# Бельдунчана
Бельдунча́на — проточное озеро в среднем течении одноимённой реки на севере Эвенкийского района Красноярского края России, расположено между южных отрогов плато Путорана, вблизи от истока реки Курейка. Имеет тектоническое происхождение. По площади водного зеркала Бельдунчана занимает 25-е место среди озёр Красноярского края и 137-е — в России. Площадь поверхности — 85,3 км². Площадь водосборного бассейна — 251 км². Высота над уровнем моря — 326 м.
Бельдунчана на эвенкийском языке означает «ломающаяся». Озеро названо по одноимённой реке.
Находится за полярным кругом и большую часть года сковано льдом. Берега заняты низкорослым хвойным лесом. Питание снеговое и дождевое. Подъём уровня воды начинается ещё при ледоставе, максимальные значения достигаются к середине лета. Вода в озере низкоминерализованная, характеризуется благоприятным кислородным режимом и низким содержанием биогенных элементов.
В отличие от озёра и рек западной и северной части плато Путорана, ихтиофауна Бельдунчаны довольно бедная, что связано с малокормностью водоёма. В озере обитают: сиг, окунь, щука, хариус, налим, голец.
В юго-восточной части озера расположен Российский полюс недоступности.